# St. Petri (Halle)

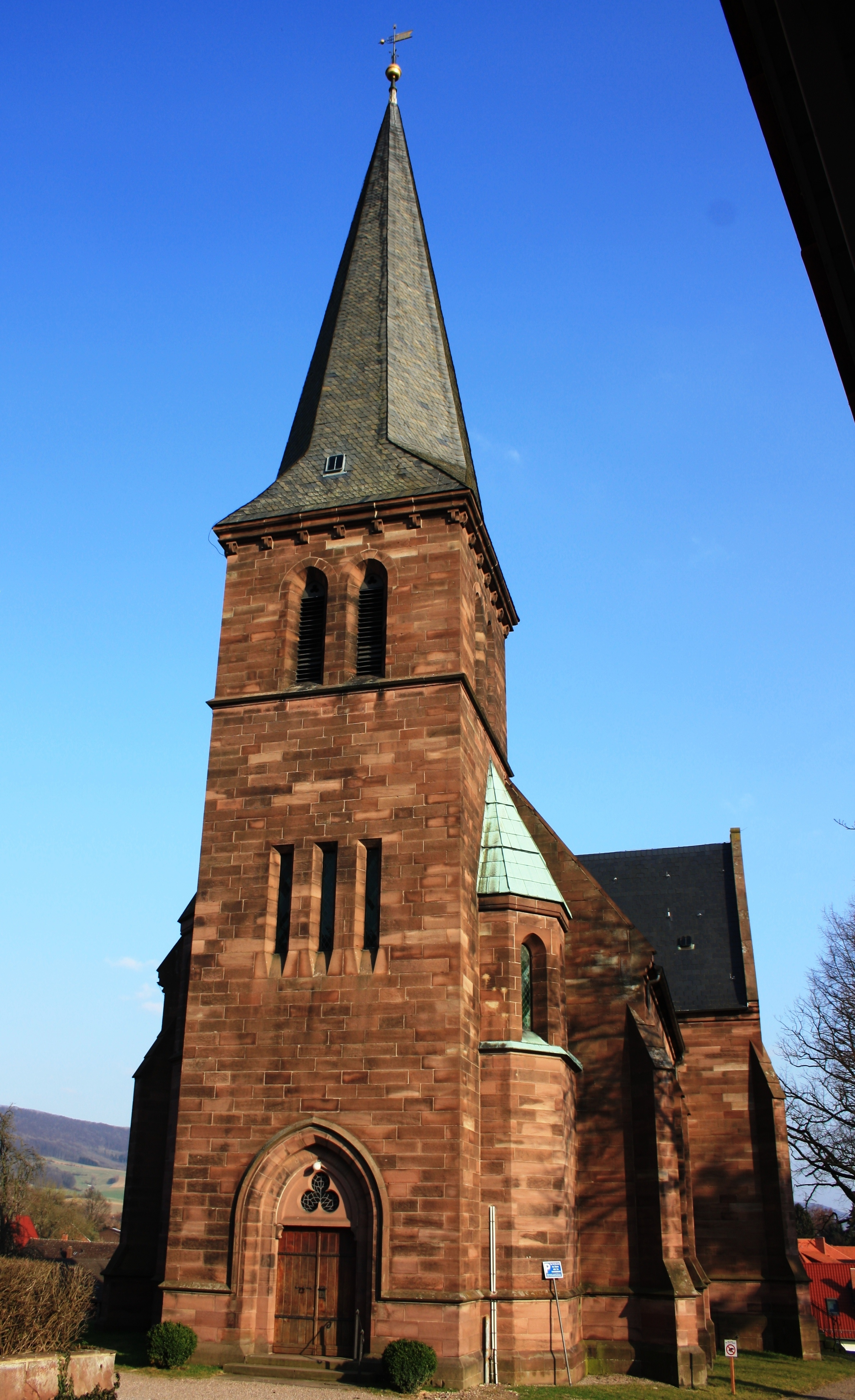
St. Petri

Die evangelisch-lutherische denkmalgeschützte Kirche St. Petri steht in Halle, einer Gemeinde im Landkreis Holzminden in Niedersachsen. Die Kirchengemeinde gehört zum Kirchenkreis Holzminden-Bodenwerder im Sprengel Hildesheim-Göttingen der Evangelisch-lutherischen Landeskirche Hannovers.

## Beschreibung
Die neugotische Kirche aus Natursteinmauerwerk, die sich von Südost nach Nordwest erstreckt, wurde 1880 nach einem Entwurf des Geheimen Baurats Hans Pfeifer aus Braunschweig gebaut. Sie hat einen kreuzförmigen Grundriss und besteht aus dem Kirchturm, einem Langhaus mit 2 Achsen, einem kurzen Querschiff und einem Chor mit dreiseitigem Abschluss. Alle Dächer, die des Langhauses, des Querschiffs und des Chors sind schiefergedeckt, ebenso der achtseitige spitze Helm des Turms. Die Wände werden von Strebepfeilern gestützt, zwischen denen sich im Langhaus und im Chor die spitzbogigen dreibahnigen Fenster befinden.
Wilhelm Sagebiel schuf Altar, Kanzel und Orgelprospekt, alle in Holz geschnitzt. Der Altar trägt ein holzgeschnitztes Altarretabel mit einer zentralen Darstellung des Lammes Gottes. Der Orgelprospekt ist mit einem musizierenden Engel gekrönt. Die Kanzel besteht aus dem Kanzelkorb, der Holzsäule und dem Schalldeckel. Auf dem Schalldeckel befindet sich ein segnender Engel, im Schalldeckel eine zu Gott fliegende Heiliggeisttaube.
Eine Inschrift über den Neubau eines Kirchturms im Jahre 1609 ist heute eingelassen in die Mauer, die die Kirche umgibt.
Ein Ölgemälde mit der Darstellung des Abendmahls, der Rest eines hölzernen Altarretabels aus dem abgebrochenen Vorgängerbau, ist jetzt in der Sakristei abgestellt.
Ein Grabstein für Tilemann Lensen, der Pastor in Halle war, ist an der Wand im Erdgeschoss des Turms angebracht.
Die Orgel mit 17 Registern, verteilt auf zwei Manuale und ein Pedal, wurde 1881 von Heinrich Faber gebaut.